# Quái hiệp Âu Dương Đức
Quái hiệp Âu Dương Đức (tiếng Trung: 怪侠欧阳德, phiên âm: Guai Xia Ouyang De, tiếng Anh: Flying Wooden Donkey), là một bộ phim truyền hình cổ trang và hài hước Trung Quốc của đạo diễn Lâm Thiêm Nhất. Phim được phát sóng ở Trung Quốc trên kênh Giang Tô TV từ ngày 16 tháng 1 năm 2012 đến ngày 12 tháng 2 năm 2012.
Phim có sự tham gia của Tiểu Yến Tử - Lý Thạnh, vua hài tương lai - Tiểu Thẩm Dương, Triệu Bản Sơn chắc chắn sẽ làm khán giả không thể bỏ lỡ bộ phim này. Không chỉ có Lý Thạnh, Tiểu Thẩm Dương và Triệu Bản Sơn mà khán giả cũng có thể thấy 2 gương mặt diễn viên góp mặt trong những phim truyền hình Hoa ngữ "bom tấn" 2011. Đó chính là nàng Kim Tỏa của Tân Hoàn Châu Cách Cách - Tôn Diệu Kỳ và Thập A Ca của Bộ bộ kinh tâm - Diệp Tổ Tân. Ngoài ra trong phim còn có sự xuất hiện của nam diễn viên kì cựu Lý Tiến Vinh. Trong Quái hiệp Âu Dương Đức, Tôn Diệu Kỳ vào vai Phỉ Thúy Cách Cách xinh đẹp, đáng yêu, Diệp Tổ Tân trở thành Thuần Bối Lặc trăng hoa, háo sắc và Lý Tiến Vinh vào vai một huyện lệnh thanh liêm cùng hợp tác với Âu Dương Đức giải quyết các vụ án.

## Nội dung
Bộ phim kể về một nhân vật tên Âu Dương Đức sống vào những năm Khang Hi thời nhà Thanh. Do ăn mặc quái lạ, nói năng kỳ quái, lắm trò tinh quái, sử dụng binh khí quái dị nên Âu Dương Đức được xem như một quái nhân. Nhưng vì "quái nhân" này luôn hành hiệp trượng nghĩa, giúp đỡ bá tánh nên được xưng tụng là Quái hiệp. Trên con đường hành tẩu của mình, Âu Dương Đức kết bạn với Hoàng Thiên Bá, Dương Hương Vũ… những nhân vật võ công cao cường, tính tình cương trự. Đồng thời quái hiệp cũng bén duyên cùng hiệp nữ Hồ Điệp (Lý Thạnh).
Mở đầu là cuộc gặp gỡ "máu lửa" của đôi oan gia Âu Dương Đức và Hồ Điệp. Vì một hiểu lầm, Hồ Điệp tìm đến, "hùng hổ" đòi lấy mạng Âu Dương Đức để trả mối thù diệt môn. Nhưng, thù chưa trả được mà nữ hiệp đã bị Âu Dương Đức đánh cho "tơi bời hoa lá", suýt chết đuối nếu không được chính đối thủ ra tay cứu giúp.

## Diễn viên
- Tiểu Thẩm Dương vai Âu Dương Đức
- Triệu Bản Sơn vai Quái lão tử
- Lý Tiến Vinh vai Bành Bằng
- Lâm Giang Quốc vai Hoàng Thiên Bá
- Lý Thạnh vai Hồ Điệp
- Tất Sướng vai Bạch Như Sương
- Thẩm Xuân Dương vai Mã Não cách cách
- Trương Lượng vai Dương Hương Vũ
- Tôn Diệu Kỳ vai Phỉ Thúy Cách cách
- Diệp Tổ Tân vai Thuần bối lạc